# Seznam českých hráčů v KHL v sezóně 2020/2021
Toto je seznam hráčů Česka v sezóně 2020/2021 KHL.

| Klub                       | Hráč                                                                            | Link             |
| Bobrovova divize           | Bobrovova divize                                                                | Bobrovova divize |
| -------------------------- | ------------------------------------------------------------------------------- | ---------------- |
| HK Spartak Moskva          | Lukáš Radil, Robin Hanzl                                                        | Zde              |
| HK Dynamo Moskva           | Dmitrij Jaškin                                                                  | Zde              |
| Dinamo Riga                | Ondřej Vitásek ukončeno angažmá k 23.12.2020 odchod do Bílí Tygři Liberec       | Zde              |
| Jokerit                    | David Sklenička, Jakub Krejčík                                                  | Zde              |
| Severstal Čerepovec        | Jindřich Abdul                                                                  | Zde              |
| SKA Petrohrad              | nikdo                                                                           | Zde              |
| Tarasovova divize          |                                                                                 |                  |
| CSKA Moskva                | nikdo                                                                           | Zde              |
| HK Dinamo Minsk            | Dominik Furch                                                                   | Zde              |
| Lokomotiv Jaroslavl        | nikdo                                                                           | Zde              |
| HK Soči                    | nikdo                                                                           | Zde              |
| HK Viťaz Moskevská oblast  | Jakub Jeřábek                                                                   | Zde              |
| Charlamovova divize        |                                                                                 |                  |
| Ak Bars Kazaň              | nikdo                                                                           | Zde              |
| Avtomobilist Jekatěrinburg | Jakub Kovář                                                                     | Zde              |
| Torpedo Nižnij Novgorod    | nikdo                                                                           | Zde              |
| Metallurg Magnitogorsk     | Andrej Nestrašil                                                                | Zde              |
| CHK Neftěchimik Nižněkamsk | nikdo                                                                           | Zde              |
| Traktor Čeljabinsk         | Roman Will • Lukáš Sedlák • Tomáš Hyka                                          | Zde              |
| Černyšovova divize         |                                                                                 |                  |
| Admiral Vladivostok        | tým nehrál v KHL                                                                | Zde              |
| Amur Chabarovsk            | Michal Jordán • Marek Langhamer • Hynek Zohorna • Tomáš Zohorna • Dominik Mašín | Zde              |
| Avangard Omsk              | Jiří Sekáč, Šimon Hrubec příchod z HC Rudá hvězda Kunlun                        | Zde              |
| Barys Astana               | nikdo                                                                           | Zde              |
| Salavat Julajev Ufa        | nikdo                                                                           | Zde              |
| HK Sibir Novosibirsk       | nikdo                                                                           | Zde              |
| HC Rudá hvězda Kunlun      | Šimon Hrubec odchod do Avangard Omsk, Vojtěch Mozík                             | Zde              |